# Гетыгирываям
Гетыгирываям — река на северо-востоке полуострова Камчатка.
Название в переводе с коряк. Гэтгырв’аям — «прямая река».
Длина реки — 39 км. Протекает по территории Карагинского района Камчатского края. Впадает в Карагинский залив.

## Данные водного реестра
По данным государственного водного реестра России относится к Анадыро-Колымскому бассейновому округу.
Код объекта в государственном водном реестре — 19060000312120000008922.